# Шехаб (династия)
Шихаб (араб. شهاب‎) — знатная ливанская семья эмиров, правившая в эмирате Горный Ливан с 1697 по 1842 год. Эта семья проживала в Вади-эль-Тайме на юге Ливана. Их княжеский род происходит из племени курайшитов Мекки. Представители этой семьи правили Ливаном после династии Маанидов. По происхождению Шихабы являются мусульманами-суннитами. Друзы, проживающие в Ливане, обвинили их в поддержке христиан. Шихабы помогли поселению христиан-маронитов в Горном Ливане. Некоторые члены семьи Шихаб даже приняли христианскую веру маронитов в конце XVIII века.
Шихабы способствовали сближению Ливана с европейскими державами и укреплению его экономики. Культурные связи были установлены с Италией, Великобританией и Австрией, а французская культура получила широкое распространение в стране.
Самым известным в истории эмиром из этого рода был Башир Шихаб II. Его качества правителя наиболее ярко проявились в 1799 году, когда Наполеон Бонапарт осадил город Акко — хорошо укреплённый прибрежный город в Палестине, находящийся в сорока километрах к югу от Тира. Наполеон и губернатор города Аль-Джаззар попросили поддержки от Эмира Шихаба. Башир II отказался их поддержать. Наполеону не удалось завоевать город, и он отступил в Египет. Смерть Аль-Джаззара в 1804 году устранила главного конкурента эмира Башира II в этом регионе.
Башир II решил отойти от Османской империи. Он вступил в союз с   Мухаммедом Али и поддержал его сына Ибрагим-паша во время осады города Акко, которая продолжалась семь месяцев. Город пал 27 мая 1832 года. Египетская армия получила поддержку войск Башира II, а затем они вместе атаковали Дамаск 14 июня 1832 года.
Ибрагим-паша создал тираническую форму правления и ввёл в стране высокие налоги.  Эти действия привели к нескольким восстаниям и снижению поддержки со стороны населения. В мае 1840 года, несмотря на усилия князя Башира II, марониты и друзы вступили в союз против властей Египта. Кроме того, крупные европейские державы (Великобритания, Австрия, Пруссия и Россия) выступили против профранцузски настроенных египтян, и подписали Лондонский договор с Османской империей 15 июля 1840 года.
В рамках этого договора, Мухаммеда Али попросили покинуть Сирию, но в связи с отказом последнего, османские и британские войска высадились на побережье Ливана 10 сентября 1840 года. Столкнувшись с таким альянсом, Мухаммед Али был вынужден вывести свои войска, а Эмир Башир II сдался Британской армии 14 октября 1840 года и был отправлен в изгнание.
Семья Шихаб является влиятельной семьёй в Ливане. Третьим президентом независимого Ливана был эмир Фуад Шихаб, член этой семьи, также как и премьер-министр эмир Халед Шихаб. Шихабы по-прежнему носят титул амира. Частично они мусульмане-сунниты или христиане-марониты с общими семейными корнями. Цитадель Шихаб XI века находится в Хасбайя на юге Ливана и в настоящее время остаётся частной собственностью, где проживает несколько членов семьи Шихаб. Несколько других дворцов Шихаб все ещё существуют в Ливане, наиболее известным из которых является великолепный дворец Шихабов в Байт-эд-Дине, построенный эмиром Баширом II. В настоящее время он превращён в музей, одновременно являясь летней резиденцией президента Ливана и центром ежегодного фестиваля в Байт-эд-Дине.

## Династия Шихабов
- 1697—1707 Башир I б. Хусайн (в Рашайи);
- 1707—1732 Хайдар б. Муса (в Хасбайя);
- 1732—1754 Мулхим б. Хайдар;
- 1754—1770 Мансур б. Хайдар;
- 1770—1788 Йусуф б. Мулхим;
- 1788—1840 Башир II б. Касим б. Мулхим.